# International Council for Open and Distance Education
Der 1938 gegründete Internationale Rat für offenen Unterricht und Fernlehre (ICDE) wurde teilweise durch einen Zuschuss der norwegischen Regierung finanziert und ist seit 1988 in Oslo ansässig.
Das ICDE agiert weltweit und ist neben der Verbindung zur UNESCO außerdem Mitglied der SEAMEO (South East Asian Ministers of Education Organisation) und eine Partnerorganisation der Weltbank. Im Jahre 2003 wurde seitens des ICDE eine neue Übereinkunft mit der OAS/OAE (Organisation of American States / Organisation de Estados Americanos) unterzeichnet.
Ziele des ICDE sind neben der Schaffung von qualitativen Standards im Open- und Fernbildungssektor auch die Förderung internationaler Zusammenarbeit im Bildungsbereich. 